# مولي وود
مولي وود (بالإنجليزية: Molly Wood)‏ هي مدونة صوتية أمريكية، ولدت في 23 مايو 1975 في هيلينا في الولايات المتحدة.